# Fiction (album)
Fiction er det ottende album fra det svenske melodiske dødsmetalband Dark Tranquillity som blev udgivet d. 17 april 2007 gennem Century Media Records. Den udvidet version af albummet inkludere en bonus DVD med livesange, bag scenen optagelser, albummet Characters "The New Build" promovideo og
"Focus Shift" videoklip.
På sangene "Misery's Crown" og "The Mundane and the Magic" bruger Mikael Stanne rensang frem for hans sædvanlige growlende vokal som ikke er hørt siden albummet Haven i 2000. Sangen "The Mundane and the Magic" har også en kvindelig gæstevokalist som heller ikke er blevet hørt siden Projector albummet i 1999.

## Spor
1. "Nothing to No One" – 4:10
2. "The Lesser Faith" – 4:37
3. "Terminus (Where Death is Most Alive)" – 4:24
4. "Blind at Heart" – 4:21
5. "Icipher" – 4:39
6. "Inside the Particle Storm" – 5:29
7. "Empty Me" – 4:59
8. "Misery’s Crown" – 4:14
9. "Focus Shift" – 3:36
10. "The Mundane and the Magic" – 5:17

### Bonusspor
1. "A Closer End" (Japansk bonusspor)
2. "Winter Triangle" (Instrumental) (Australien bonusspor)

## Musikere
- Mikael Stanne – Vokal
- Niklas Sundin – Guitar
- Martin Henriksson – Guitar
- Martin Brändström – Keyboard og elektronik
- Michael Nicklasson – Bas
- Anders Jivarp – Trommer
- Nell Sigland – Gæstevokalist på "The Mundane and the Magic"